# Dai Wangshu
Dai Wangshu (kinesiska:  戴望舒?, pinyin:  Dài Wàngshū), född 5 mars 1905 i Hangzhou, Zhejiang, död 28 februari 1950 i Beijing, var en kinesisk poet, essäist och översättare.
Dai Wangshu tog examen vid Aurorauniversitet i Shanghai 1926 med franska som huvudämne och studerade 1932-1935 i Frankrike där han publicerade flera dikter på franska och hjälpte till att översätta modern kinesisk litteratur till franska. Efter en tid som journalist i Hongkong och fångenskap under andra kinesisk-japanska kriget återvände han till Shanghai och blev där involverad i en modernistisk rörelse. 
Dai Wangshus tidiga poesi var starkt influerad av franska symbolister, men också av äldre kinesisk Tangpoesi, medan hans senare diktning är mer utpräglat modernistisk. Han översatte Charles Baudelaires Det ondas blommor till kinesiska och var den förste som översatte dikter av Federico García Lorca till kinesiska.